# 斑鰭硬皮鰕虎
斑鰭硬皮鰕虎（学名：Callogobius maculippinis）为鰕虎科硬皮鰕虎魚屬下的一个种。